# Парусник Алексанор
Парусник Алексанор, или Алексанор, (лат. Papilio alexanor) — бабочка семейства парусников или кавалеров (лат. Papilionidae).

## Внешний вид
Длина переднего крыла 31-39 мм. Размах крыльев 60—70 мм. Крылья светло-желтого цвета, с черным внешним краем. Переднее крыло имеет четыре перевязи: полные постдискальные и базальную и две неполные, расположенные между ними, упирающиеся в задний край центральной ячейки. Постдискальная перевязь отделена от краевой полосы не прерывающимся желтым промежутком. Заднее крыло имеет клиновидную перевязь, которая идёт через центральную ячейку от костального к анальному краю: дискальное пятно удлиненной формы, с чёткими краями. Постдискальная перевязь волнистая, отделена от краевой полосы полным рядом лунок жёлтого цвета, опылена голубыми чешуйками. В анальном углу имеется округлое кирпично-красного цвета пятно, ограниченное изнутри синей лункой в четкой черной оторочке. Половой диморфизм выражен слабо.

## Распространение
Скально-осыпные участки горных (1000—2500 м над уровнем моря) разнотравных степей от Балкан до Средней и Центральной Азии. Страны средиземноморья (южная Франция, южная Италия, Сицилия, Албания, Греция, Турция, Сирия, Ливан, Израиль, Иордания, Ирак, Иран, западный Пакистан, Афганистан, юг Закавказья, Казахстан, Кыргызстан, Таджикистан, Узбекистан

## Систематика
Выделяют несколько подвидов:
- P. a. radighierii (Sala & Bollino, 1991)
- P. a. judeus (Staudinger, 1893)
- P. a. alexanor Esper, 1800. Средиземноморское побережье Европы
- P. a. destelensis Nel & Chauliac, 1983. Афганистан-Северный Пакистан
- P. a. hazarajatica Wyatt, 1961. Копетдаг
- P. a. judaeus Staudinger, 1894. Турция, Сирия, Палестина
- P. a. orientalis Romanoff, 1884. Закавказье
- P. a. voldemar Kreuzberg, 1989. Западный Тянь-Шань (Узбекистан, Казахстан, Киргизия)

## Охрана
Красная книга СССР, Армении, Азербайджана, Казахстана, Узбекистана. Подвид Papilio alexanor judeus в Красной книге Кыргызстана.
Лимитирующие факторы: перевыпас, чрезмерный сенокос, эндопаразитизм.

## Эндопаразитизм
Наездники (Ichneumonidae: Trogus lapidator) — 60-80 %, мухи-тахины (Tachinidae) — 5-15 %.

## Образ жизни
Гусеницы на Зонтичных. Кормовые растения: Trinia vulgaris, Seseli montanum, S. libanotis, Ptychotis saxifraga, Ptychotis heterophylla, Opopanax chironium, O. hispidus, Pimpinella saxifraga, Falcaria vulgaris, Torilis heterophylla, Ferula communis, Ferula karategina, Ferula ugamica, Carum carvi.

## Размножение
Летают в апреле — июле, одна генерация. Куколка зимует.